# IATA空港コードの一覧/G
IATA空港コードの一覧: A - B - C - D - E - F - G - H - I - J - K - L - M - N - O - P - Q - R - S - T - U - V - W - X - Y - Z

## G
この一覧では次のような形式で羅列する。
- IATAコード (ICAOコード) – 空港名 – 空港の所在地

### GA
- GAB (KGAB) – ギャッブス空港 – ネバダ州ギャッブス、アメリカ合衆国
- GAD (KGAD) – ガズデン市営空港 – アラバマ州ガズデン、アメリカ合衆国
- GAF (KGAF) – Hutson Field – ノースダコタ州グラフトン、アメリカ合衆国
- GAG (KGAG) – ゲージ空港 – オクラホマ州ゲージ、アメリカ合衆国
- GAH (YGAY) – Gayndah 空港 – クイーンズランド州Gayndah、オーストラリア連邦
- GAI (KGAI) – Montgomery County Airpark – メリーランド州ゲイザースバーグ、アメリカ合衆国
- GAJ (RJSC) – 山形空港 – 山形県東根市、日本
- GAL (PAGA) – Edward G. Pitka Sr. 空港 – アラスカ州ガリーナ、アメリカ合衆国
- GAM (PAGM) – ギャムベル空港 – アラスカ州ギャムベル、アメリカ合衆国
- GAN (VRMG) – ガン国際空港 – アッドゥ市ガン島、モルディブ共和国
- GAO (MUGT) – マリアナ・グラハレス空港 – グァンタナモ州グアンタナモ、キューバ共和国
- GAP (AYGP) – Gusap 空港 – Gusap、パプアニューギニア独立国
- GAQ (GAGO) – ガオ国際空港 – ガオ州ガオ、マリ共和国
- GAS (HKGA) – ガリッサ空港 – ガリッサ、ケニア共和国
- GAU (VEGT) – グワーハーティー国際空港 – グワーハーティー、インド
- GAY (VEGY) – ガヤ空港 – ブッダガヤ、インド

### GB
- GBA (EGBP) – Cotswold 空港 – サイレンセスター、イングランド
- GBB (UBBQ) – Qabala 国際空港 – Qabala、アゼルバイジャン
- GBD (KGBD) – グレイトベンド市営空港 – カンザス州グレイトベンド、アメリカ合衆国
- GBE (FBSK) – セレツェカーマ国際空港 – ハボローネ、ボツワナ共和国
- GBG (KGBG) – ゲイルズバーグ市営空港 – イリノイ州ゲイルズバーグ、アメリカ合衆国
- GBH – Galbraith Lake 空港 – アラスカ州Galbraith Lake、アメリカ合衆国
- GBJ (TFFM) – マリー・ガラント空港 – グラン=ブール、フランス共和国
- GBR (KGBR) – Walter J. Koladza 空港 – マサチューセッツ州Great Barrington、アメリカ合衆国
- GBT (OING) – ゴルガーン空港 – ゴレスターン州ゴルガーン、イラン・イスラム共和国
- GBU (HSKG) – カシム・エル・ジルバ空港 – カッサラ州カシム・エル・ジルバ、スーダン共和国
- GBZ (NZGB) – Great Barrier Aerodrome – Great Barrier Island、ニュージーランド

### GC
- GCC (KGCC) – ジレット・キャンプベル郡空港 – ワイオミング州ジレット、アメリカ合衆国
- GCH (OIAH) – Gachsaran 空港 – Gachsaran、イラン・イスラム共和国
- GCI (EGJB) – ガーンジー空港 – ガーンジー島、イギリス
- GCJ (FAGC) – Grand central 空港 – Midrand、南アフリカ共和国
- GCK (KGCK) – ガーデンシティ地域空港 – カンザス州ガーデンシティ、アメリカ合衆国
- GCM (MWCR) – オーエン・ロバーツ国際空港 – グランドケイマン、ケイマン諸島
- GCN (KGCN) – グランドキャニオン国立公園空港 – アリゾナ州ツサヤン、アメリカ合衆国
- GCY (KGCY) – グリーンビル・グリーン郡市営空港 – テネシー州グリーンビル、アメリカ合衆国

### GD
- GDC (KGYH) – ドナルドソンセンター空港 – サウスカロライナ州グリーンビル、アメリカ合衆国
- GDE (HAGO) – Gode 空港 – Gode、エチオピア連邦民主共和国
- GDG (UHBI) – Magdagachi 空港 – Magdagachi、ロシア連邦
- GDJ (FZWC) – ガンダジカ空港 – ガンダジカ、コンゴ民主共和国
- GDL (MMGL) – ドン・ミゲル・イダルゴ・イ・コスティージャ国際空港 – グアダラハラ、メキシコ合衆国
- GDM (KGDM) – ガードナー市営空港 – マサチューセッツ州ガードナー、アメリカ合衆国
- GDN (EPGD) – グダニスク・レフ・ヴァウェンサ空港 – グダニスク、ポーランド共和国
- GDO (SVGD) – Guasdualito 空港 – Guasdualito、ベネズエラ・ボリバル共和国
- GDQ (HAGN) – ゴンダール空港 – ゴンダール、エチオピア連邦民主共和国
- GDV (KGDV) – ドーソン・コミュニティ空港 – モンタナ州グレンダイブ、アメリカ合衆国
- GDW (KGDW) – Gladwin Zettel 記念空港 – ミシガン州グラッドウィン、アメリカ合衆国
- GDZ (URKG) – ゲレンジーク空港 – ゲレンジーク、ロシア連邦

### GE
- GEA (NWWM) – マジャンタ空港 – ヌメア、ニューカレドニア
- GEB (WAMJ) – Gebe 空港 – Gebe、インドネシア
- GED (KGED) – サセックス郡空港 – デラウェア州ジョージタウン、アメリカ合衆国
- GEE (YGTO) – ジョージ・タウン空港 (タスマニア州) – タスマニア州ジョージ・タウン、オーストラリア連邦
- GEG (KGEG) – スポケーン国際空港 – ワシントン州スポケーン、アメリカ合衆国
- GEO (SYCJ) – チェディ・ジェーガン国際空港 – ジョージタウン、ガイアナ協同共和国
- GES (RPMR) – ジェネラル・サントス国際空港 – 南コタバト州ジェネラル・サントス、フィリピン共和国
- GET (YGEL) – ジェラルトン空港 – 西オーストラリア州ジェラルトン、オーストラリア連邦
- GEV (ESNG) – Gällivare Lapland 空港 – ノールボッテン県イェリヴァーレ、スウェーデン王国
- GEX (YGLG) – ジーロング空港 – ビクトリア州グローブデール、オーストラリア連邦
- GEY (KGEY) – サウスビッグホーン郡空港 – ワイオミング州Greybull、アメリカ合衆国

### GF
- GFD (KGFD) – Pope Field – インディアナ州グリーンフィールド、アメリカ合衆国
- GFF (YGTH) – グリフィス空港 – ニューサウスウェールズ州グリフィス、オーストラリア連邦
- GFK (KGFK) – グランドフォークス国際空港 – ノースダコタ州グランドフォークス、アメリカ合衆国
- GFL (KGFL) – Floyd Bennett 記念空港 – ニューヨーク州グレンズフォール、アメリカ合衆国
- GFZ (KGFZ) – グリーンフィールド市営空港 – アイオワ州グリーンフィールド、アメリカ合衆国

### GG
- GGE (KGGE) – ジョージタウン郡空港 – サウスカロライナ州ジョージタウン、アメリカ合衆国
- GGF (SNYA) – Almeirim 空港 – Almeirim、ブラジル連邦共和国
- GGG (KGGG) – イーストテキサス地域空港 – テキサス州ロングビュー、アメリカ合衆国
- GGN (DIGA) – ガニョア空港 – ガニョア、コートジボワール共和国
- GGP (KGGP) – ローガンズポート・カス郡空港 – インディアナ州ローガンズポート、アメリカ合衆国
- GGV – Kwigillingok 空港 – アラスカ州Kwigillingok、アメリカ合衆国
- GGW (KGGW) – グラスゴー空港（Wokal Field）– モンタナ州グラスゴー、アメリカ合衆国

### GH
- GHF (EDQG) – ギーベルシュタット空港 – バイエルン州ギーベルシュタット、ドイツ連邦共和国
- GHM (KGHM) – センタービル町営空港 – テネシー州センタービル、アメリカ合衆国
- GHW (KGHW) – グレンウッド市営空港 – ミネソタ州グレンウッド、アメリカ合衆国

### GI
- GIB (LXGB) – ジブラルタル国際空港 – ジブラルタル、イギリス
- GID (HBBE) – ギテガ空港 – ギテガ県ギテガ、ブルンジ共和国
- GIF (KGIF) – Winter Haven's Gilbert 空港 – フロリダ州ウィンターヘイブン、アメリカ合衆国
- GIG (SBGL) – アントニオ・カルロス・ジョビン国際空港（リオデジャネイロ国際空港）– リオデジャネイロ市、ブラジル連邦共和国
- GII (GUSI) – シギリ空港 – カンカン州シギリ、ギニア共和国
- GIL (OPGT) – ギルギット空港 – ギルギット、パキスタン・イスラム共和国
- GIS (NZGS) – ギズボーン空港 – ギズボーン、ニュージーランド

### GJ
- GJA (MHNJ) – Guanaja 空港 – Guanaja、ホンジュラス
- GJT (KGJT) – Grand Junction Regional 空港 – コロラド州グランドジャンクション、アメリカ合衆国

### GK
- GKA (AYGA) – ゴロカ空港 – ゴロカ、パプアニューギニア独立国
- GKJ (KGKJ) – ポートペンシルベニア州空港 – ペンシルベニア州ミードビル、アメリカ合衆国
- GKN (PAGK) – Gulkana 空港 – アラスカ州Gulkana、アメリカ合衆国
- GKT (KGKT) – Gatlinburg-Pigeon Forge 空港 – テネシー州セビアビル、アメリカ合衆国

### GL
- GLA (EGPF) – グラスゴー国際空港 – グラスゴー、イギリス
- GLD (KGLD) – グッドランド市営空港（Renner Field）– カンザス州グッドランド、アメリカ合衆国
- GLE (KGLE) – ゲインズビル市営空港 – テキサス州ゲインズビル、アメリカ合衆国
- GLH (KGLH) – Mid-Delta 地域空港 – ミシシッピ州グリーンビル、アメリカ合衆国
- GLR (KGLR) – ゲイロード地域空港 – ミシガン州ゲイロード、アメリカ合衆国
- GLO (EGBJ) – グロスター空港 – グロスター、イギリス
- GLS (KGLS) – Scholes International Airport at Galveston – テキサス州ガルベストン、アメリカ合衆国
- GLW (KGLW) – グラスゴー市営空港 – ケンタッキー州グラスゴー、アメリカ合衆国
- GLY (KGLY) – クリントン記念空港 – ミズーリ州クリントン、アメリカ合衆国

### GM
- GMA (FZFK) – ゲメナ空港 – 南ウバンギ州ゲメナ、コンゴ民主共和国
- GMB (HAGM) – ガンベラ空港 – ガンベラ州ガンベラ、エチオピア連邦民主共和国
- GMD (GMMB) – Ben Slimane 空港 – Benslimane、モロッコ王国
- GME (UMGG) – Gomel 空港 – ホメリ、ベラルーシ共和国
- GMI (AYGT) – ガスマタ空港 – ガスマタ、パプアニューギニア独立国
- GML (UKKM) – ホストーメリ空港 – キエフ、ウクライナ
- GMP (RKSS) – 金浦国際空港 – ソウル、大韓民国
- GMJ (KGMJ) – グローブ市営空港 – オクラホマ州グローブ、アメリカ合衆国
- GMU (KGMU) – グリーンビル・ダウンタウン空港 – サウスカロライナ州グリーンビル、アメリカ合衆国

### GN
- GNA (UMMG) – フロドナ空港 – フロドナ、ベラルーシ共和国
- GNB (KGNB) – グランビー・グランド郡空港 – コロラド州グランビー、アメリカ合衆国
- GND (TGPY) – ポイント・サリンス国際空港 –セントジョージズ、グレナダ
- GNF  – Gansner Field – カリフォルニア州クインシー、アメリカ合衆国
- GNG (KGNG) – Gooding 市営空港 – アイダホ州Gooding、アメリカ合衆国
- GNJ (UBBG) – ギャンジャ国際空港 – ギャンジャ、アゼルバイジャン
- GNM (SNGI) – Guanambi 空港 – Guanambi、ブラジル連邦共和国
- GNN (HAGH) – Ghinnir 空港 – Ginir、エチオピア連邦民主共和国
- GNT (KGNT) – Grants-Milan 市営空港 – ニューメキシコ州グランツ、アメリカ合衆国
- GNU – グッドニュース – アラスカ州グッドニュース、アメリカ合衆国
- GNV (KGNV) – ゲインズビル地域空港 – フロリダ州ゲインズビル、アメリカ合衆国

### GO
- GOA (LIMJ) – ジェノヴァ＝セストリ空港 – ジェノヴァ、イタリア共和国
- GOH (BGGH) – ヌーク空港 – ヌーク、グリーンランド
- GOJ – Strigino 空港 – ニジニ・ノヴゴロド、ロシア連邦
- GOK (KGOK) – ガスリー市営空港 – オクラホマ州ガスリー、アメリカ合衆国
- GOL – ゴールドビーチ市営空港 – オレゴン州ゴールドビーチ、アメリカ合衆国
- GON (KGON) – グロトン・ニューロンドン空港 – コネチカット州グロトン、アメリカ合衆国
- GOP (KGOP) – City-County 空港 – テキサス州Gatesville、アメリカ合衆国
- GOQ (ZLGM) - ゴルムド空港 - 青海省ゴルムド市、中国
- GOT (ESGG) – Gothenburg-Landvetter Airport – イェーテボリ、スウェーデン王国
- GOV (YPGV) – Gove 空港 – ノーザンテリトリーGove半島、オーストラリア連邦
- GOY (VCCG) – Amparai 空港 – Gal Oya、スリランカ民主社会主義共和国
- GOZ (LBGO) – Gorna Oriakhovitza 空港 – Gorna Oriakhovitza、ブルガリア共和国

### GP
- GPA (LGRX) – Araxos 空港 – Araxos、ギリシャ共和国
- GPH (KGPH) – Clay 郡地域空港 – ミズーリ州Mosby、アメリカ合衆国
- GPI (KGPI) – グレイシャー公園国際空港 – モンタナ州カリスペル、アメリカ合衆国
- GPM (KGPM) – Grand Prairie 市営空港 – テキサス州グランドプレーリー、アメリカ合衆国
- GPS (SEGS) - セイモア空港（英語版） (セイモウル空港)  - ガラパゴス県バルトラ島、エクアドル共和国
- GPT (KGPT) – ガルフポート・ビロクシ国際空港 – ミシシッピ州ガルフポート、アメリカ合衆国
- GPZ (KGPZ) – グランドラピッズ・アイタスカ郡空港（Gordon Newstrom Field）– ミネソタ州グランド・ラピッズ、アメリカ合衆国

### GQ
- GQQ (KGQQ) – ガリオン市営空港 – オハイオ州ガリオン、アメリカ合衆国

### GR
- GRB (KGRB) – オースチン・ストローベル国際空港 – ウィスコンシン州グリーンベイ、アメリカ合衆国
- GRD (KGRD) – グリーンウッド郡空港 – サウスカロライナ州グリーンウッド、アメリカ合衆国
- GRE (KGRE) – グリーンビル空港 – イリノイ州グリーンビル、アメリカ合衆国
- GRF (KGRF) – Gray 陸軍飛行場（Fort Lewis）– ワシントン州タコマ、アメリカ合衆国
- GRI (KGRI) – セントラルネブラスカ地域空港 – ネブラスカ州グランドアイランド、アメリカ合衆国
- GRJ (FAGG) – ジョージ空港 – 西ケープ州ジョージ、南アフリカ共和国
- GRK (KGRK) – Killeen-Fort Hood Regional Air（Fort Hood）– テキサス州キリーン、アメリカ合衆国
- GRN (KGRN) – ゴードン市営空港 – ネブラスカ州ゴードン、アメリカ合衆国
- GRO (LEGE) – ジローナ＝コスタ・ブラバ空港 – カタルーニャ州、スペイン
- GRQ (EHGG) – フローニンゲン・エールデ空港 – Eelde、オランダ王国
- GRR (KGRR) – ジェラルド・R・フォード国際空港 – ミシガン州グランドラピッズ、アメリカ合衆国
- GRU (SBGR) – グアルーリョス国際空港 – サンパウロ市、ブラジル連邦共和国
- GRX (LEGR) – フェデリーコ・ガルシア・ロルカ空港 – グラナダ市、スペイン
- GRZ (LOWG) – グラーツ空港 – グラーツ、オーストリー共和国

### GS
- GSB (KGSB) – シーモア・ジョンソン空軍基地 – ノースカロライナ州ゴールズボロ、アメリカ合衆国
- GSE (ESGP) – イェーテボリシティ空港（旧 Save Flygplats）– イェーテボリ、スウェーデン王国
- GSH (KGSH) – ゴーシェン市営空港 – インディアナ州ゴーシェン、アメリカ合衆国
- GSN – Francisco C. Ada・サイパン国際空港 – 北マリアナ諸島サイパン島、アメリカ合衆国
- GSO (KGSO) – ピードモント・トライアド国際空港 – ノースカロライナ州グリーンズボロ・ハイポイント・ウィンストン・セーラム近郊、アメリカ合衆国
- GSP (KGSP) – グリーンビル・スパータンバーグ国際空港 – サウスカロライナ州グリアー（グリーンビル・スパータンバーグ近郊）、アメリカ合衆国
- GST (PAGS) – Gustavus 空港 – アラスカ州Gustavus、アメリカ合衆国
- GSZ – Granite Mountain AS – アラスカ州Granite Mountain、アメリカ合衆国

### GT
- GTB (KGTB) – Wheeler-Sack 陸軍飛行場 – ニューヨーク州フォートドラム、アメリカ合衆国
- GTE (KGTE) – Quinn Field – ネブラスカ州Gothenburg、アメリカ合衆国
- GTF (KGTF) – グレイトフォールズ国際空港 – モンタナ州グレートフォールズ、アメリカ合衆国
- GTG (KGTG) – Grantsburg 村営空港 – ウィスコンシン州Grantsburg、アメリカ合衆国
- GTR (KGTR) – ゴールデン・トライアングル地域空港 – ミシシッピ州コロンバス/ウェストポイント/スタークビル、アメリカ合衆国
- GTU (KGTU) – ジョージタウン市営空港 – テキサス州ジョージタウン、アメリカ合衆国

### GU
- GUA (MGGT) – ラ・アウロラ国際空港 – グアテマラシティ、グアテマラ共和国
- GUB (MMGR) – ゲレロネグロ空港 – ゲレロネグロ、メキシコ合衆国
- GUC (KGUC) – ガニソン・クレスティッド・ビュート地域空港 – コロラド州ガニソン、アメリカ合衆国
- GUM (PGUM) – Antonio B. Won Pat 国際空港（グアム国際空港）– グアム島タムニング（ハガニア近郊）、アメリカ合衆国
- GUP (KGUP) – ギャラップ市営空港 – ニューメキシコ州ギャラップ、アメリカ合衆国
- GUS (KGUS) – Grissom Air Reserve Base – インディアナ州Peru、アメリカ合衆国
- GUY (KGUY) – Guymon 市営空港 – オクラホマ州Guymon、アメリカ合衆国

### GV
- GVA (LSGG) – ジュネーヴ・コアントラン国際空港 – ジュネーヴ、スイス連邦
- GVE (KGVE) – Gordonsville 町営空港 – バージニア州Gordonsville、アメリカ合衆国
- GVL (KGVL) – リー・ギルマー記念空港 – ジョージア州ゲインズビル、アメリカ合衆国
- GVQ (KGVQ) – ジェネシー郡空港 – ニューヨーク州バタビア、アメリカ合衆国
- GVT (KGVT) – Majors 空港 – テキサス州グリーンビル、アメリカ合衆国

### GW
- GWO (KGWO) – Greenwood-Leflore 空港 – ミシシッピ州グリーンウッド、アメリカ合衆国
- GWR (KGWR) – Gwinner 空港（Roger Melroe Field）– ノースダコタ州Gwinner、アメリカ合衆国
- GWS (KGWS) – グレンウッドスプリングス市営空港 – コロラド州グレンウッドスプリングス、アメリカ合衆国
- GWT (EDXW) – Sylt 空港 – Westerland、ドイツ連邦共和国
- GWW (KGWW) – Goldsboro-Wayne 市営空港 – ノースカロライナ州ゴールズボロ、アメリカ合衆国
- GWY (EICM) – ゴールウェイ 空港 – Carnamore（ゴールウェイ近郊）、アイルランド共和国

### GX
- GXY (KGXY) – Greeley-Weld 郡空港 – コロラド州グリーリー、アメリカ合衆国

### GY
- GYB (KGYB) – ギディングズ・リー郡空港 – テキサス州ギディングズ、アメリカ合衆国
- GYD (UBBB) – ヘイダル・アリエフ国際空港 – バクー、アゼルバイジャン共和国
- GYE (SEGU) – ホセ・ホアキン・デ・オルメード国際空港 – グアヤキル、エクアドル共和国
- GYI (KGYI) – Grayson 郡空港 – テキサス州シャーマン/デニソン、アメリカ合衆国
- GYL (KGYL) – グレンコー市営空港 – ミネソタ州グレンコー、アメリカ合衆国
- GYM (MMGM) – General José María Yáñez 国際空港 – グアイマス、メキシコ合衆国
- GYR (KGYR) – Phoenix Goodyear 空港 – アリゾナ州グッドイヤー、アメリカ合衆国
- GYU (ZLGY) - 固原六盤山空港 - 寧夏回族自治区固原市 - 中華人民共和国
- GYY (KGYY) – ゲーリー・シカゴ国際空港 – インディアナ州ゲーリー、アメリカ合衆国

### GZ
- GZH (KGZH) – Middleton Field – アラバマ州エバーグリーン、アメリカ合衆国
- GZS (KGZS) – Abernathy Field – テネシー州Pulaski、アメリカ合衆国